# Лауреаты Премии Правительства Российской Федерации в области науки и техники (2017)
Лауреаты Премии Правительства Российской Федерации в области науки и техники 2017 года — перечень награждённых государственной наградой Российской Федерации, присужденной 126 соискателям (в их числе семь академиков, два члена-корреспондента Российской академии наук, один член-корреспондент Российской академии архитектуры и строительных наук, 45 докторов наук и 43 кандидата наук) за достижения в науке и технике в 2017 году.
Лауреаты определены Распоряжением Правительства РФ от 25 октября 2017 года № 2345-р по предложениям Межведомственного совета по присуждению премий Правительства Российской Федерации в области науки и техники.
Постановлением Правительства РФ от 24 октября 2013 года № 954 с 1 января 2014 года учреждены 20 ежегодных премий в области науки и техники, в том числе пять премий за работы в сфере обороны и безопасности, в размере 2 млн рублей каждая.
В 2017 году премий Правительства удостоены работы в области медицины, приборостроения, космоса и авиации, химии, нефтехимии, металлургии, энергетики, строительства, производства животноводческой продукции, охраны природы.
Среди авторов – представители 18 субъектов Федерации, в том числе Москвы, Санкт-Петербурга, Липецкой, Калужской, Нижегородской, Московской, Тульской, Челябинской и Ярославской областей, Красноярского и Ставропольского краёв.

## Легенда
Приводятся данные по премированной работе; фамилии лауреатов, их должность и место работы; номер абзаца в Постановлении

## Лауреаты
| номер | Лауреаты | Премированная работа |
| ----- | --- | --- |
| 1.    | Васильеву Борису Александровичу, кандидату технических наук, главному конструктору активных зон БН акционерного общества «Опытное Конструкторское Бюро Машиностроения имени И. И. Африкантова», руководителю работы, Виленскому Олегу Юрьевичу, кандидату технических наук, начальнику отдела, Осипову Сергею Леонидовичу, кандидату технических наук, главному специалисту, — работникам того же акционерного общества; Потапову Олегу Александровичу, первому заместителю главного инженера филиала акционерного общества «Российский концерн по производству электрической и тепловой энергии на атомных станциях», Чуеву Владимиру Васильевичу, кандидату физико-математических наук, доктору технических наук, начальнику лаборатории того же филиала того же акционерного общества; Цикунову Александру Георгиевичу, кандидату технических наук, ведущему научному сотруднику акционерного общества «Государственный научный центр Российской Федерации — Физико-энергетический институт имени А. И. Лейпунского»; Марголину Борису Захаровичу, доктору технических наук, профессору, начальнику лаборатории федерального государственного унитарного предприятия "Центральный научно-исследовательский институт конструкционных материалов «Прометей»; Денисову Владимиру Васильевичу, ведущему конструктору акционерного общества "Ордена Трудового Красного Знамени и ордена труда ЧССР опытное конструкторское бюро «ГИДРОПРЕСС»; Целищеву Андрею Васильевичу, доктору технических наук, профессору акционерного общества «Высокотехнологический научно-исследовательский институт неорганических материалов имени академика А. А. Бочвара»; Поплавскому Владимиру Михайловичу, доктору технических наук, профессору (посмертно) | за повышение эффективности эксплуатации и радиационной безопасности реакторной установки БН-600, использование полученного опыта для перспективных проектов реакторных установок на быстрых нейтронах с натриевым теплоносителем |
| 2.    | Каприну Андрею Дмитриевичу, доктору медицинских наук, профессору, академику Российской академии наук, директору Московского научно-исследовательского онкологического института имени П. А. Герцена — филиала федерального государственного бюджетного учреждения «Национальный медицинский исследовательский радиологический центр» Министерства здравоохранения Российской Федерации, руководителю работы, Галкину Всеволоду Николаевичу, доктору медицинских наук, директору Медицинского радиологического научного центра имени А. Ф. Цыба — филиала того же учреждения, Иванову Сергею Анатольевичу, доктору медицинских наук, заместителю директора, Карякину Олегу Борисовичу, доктору медицинских наук, профессору, заведующему отделением, — работникам того же филиала того же учреждения; Солодкому Владимиру Алексеевичу, доктору медицинских наук, профессору, академику Российской академии наук, директору федерального государственного бюджетного учреждения «Российский научный центр рентгенорадиологии» Министерства здравоохранения Российской Федерации, Титовой Вере Алексеевне, доктору медицинских наук, профессору, главному научному сотруднику того же учреждения; Говердовскому Андрею Александровичу, доктору физико-математических наук, генеральному директору акционерного общества «Государственный научный центр Российской Федерации — Физико-энергетический институт имени А. И. Лейпунского», Нерозину Николаю Александровичу, кандидату технических наук, заместителю директора отделения — начальнику Научно-производственного комплекса изотопов и радиофармпрепаратов, Шаповалову Владимиру Владимировичу, кандидату химических наук, главному технологу того же комплекса, — работникам того же акционерного общества; Хетееву Михаилу Владимировичу, кандидату технических наук, начальнику лаборатории акционерного общества «Научно-исследовательский институт технической физики и автоматизации» | за разработку, производство и внедрение отечественных радиоактивных источников для контактной лучевой терапии в онкологии |
| 3.    | Лунину Валерию Васильевичу, доктору химических наук, профессору, академику Российской академии наук, декану факультета федерального государственного бюджетного образовательного учреждения высшего образования «Московский государственный университет имени М. В. Ломоносова», руководителю работы, Ткаченко Сергею Николаевичу, доктору химических наук, профессору того же учреждения; Боевской Елене Александровне, ведущему специалисту общества с ограниченной ответственностью «НИАП-КАТАЛИЗАТОР», Вейнбендеру Александру Яковлевичу, начальнику катализаторного производства, Голосману Евгению Зиновьевичу, доктору химических наук, профессору, главному научному сотруднику, Дульневу Алексею Викторовичу, кандидату технических наук, техническому директору, Ефремову Василию Николаевичу, кандидату технических наук, доценту, главному специалисту, — работникам того же общества; Кругловой Марии Александровне, заместителю генерального директора общества с ограниченной ответственностью «ДЕЛЬТАПЛАСТ»; Ткаченко Илье Сергеевичу, кандидату физико-математических наук, первому заместителю генерального директора общества с ограниченной ответственностью Научно-внедренческая фирма «Тимис»; Полушину Алексею Павловичу, директору по производству акционерного общества "Новомосковская акционерная компания «Азот» | за разработку, промышленное производство и масштабное внедрение высокоэффективных катализаторов двойного назначения для синтеза химических продуктов, получения технологических и очистки выбросных газов на предприятиях химической, нефтехимической, металлургической, машиностроительной, пищевой, атомной, оборонной, медицинской и других отраслей промышленности, а также в сфере жилищно-коммунального хозяйства |
| 4.    | Волкову Андрею Анатольевичу, доктору технических наук, профессору, члену-корреспонденту Российской академии архитектуры и строительных наук, ректору федерального государственного бюджетного образовательного учреждения высшего образования «Национальный исследовательский Московский государственный строительный университет», руководителю работы, Баженову Юрию Михайловичу, доктору технических наук, профессору, академику Российской академии архитектуры и строительных наук, Тамразяну Ашоту Георгиевичу, доктору технических наук, профессору, Челышкову Павлу Дмитриевичу, кандидату технических наук, заведующим кафедрами, — работникам того же учреждения; Гусеву Борису Владимировичу, доктору технических наук, профессору, члену-корреспонденту Российской академии наук, президенту общероссийской общественной организации «Российская инженерная академия», Иванову Акраму, доктору технических наук, советнику той же организации; Жуку Юрию Николаевичу, кандидату технических наук, заведующему лабораторией Центрального научно-исследовательского института строительных конструкций им. В. А. Кучеренко акционерного общества "Научно-исследовательский центр «Строительство», Соколову Борису Сергеевичу, кандидату технических наук, заведующему лабораторией Научно-исследовательского, проектно-конструкторского и технологического института бетона и железобетона того же акционерного общества; Маиляну Дмитрию Рафаэловичу, доктору технических наук, профессору, заведующему кафедрой федерального государственного бюджетного образовательного учреждения высшего образования «Донской государственный технический университет»; Симбиркину Валерию Николаевичу, кандидату технических наук, главному инженеру общества с ограниченной ответственностью «ЕВРОСОФТ» | за научные основы оптимального проектирования, строительства, перспективного информационного моделирования и эффективного управления жизненными циклами жилых и общественных зданий для различных регионов России |
| 5.    | Чеглову Александру Егоровичу, доктору технических наук, профессору федерального государственного бюджетного образовательного учреждения высшего образования «Липецкий государственный технический университет», руководителю работы; Алымову Михаилу Ивановичу, доктору технических наук, члену-корреспонденту Российской академии наук, директору федерального государственного бюджетного учреждения науки Институт структурной макрокинетики и проблем материаловедения Российской академии наук; Барыбину Владимиру Алексеевичу, ведущему инженеру публичного акционерного общества «Новолипецкий металлургический комбинат», Бахтину Сергею Васильевичу, кандидату технических наук, доценту, начальнику отдела, Ярошенко Андрею Викторовичу, директору по сталеплавильному производству, — работникам того же акционерного общества; Юсупову Владимиру Сабитовичу, доктору технических наук, заведующему лабораторией федерального государственного бюджетного учреждения науки Институт металлургии и материаловедения им. А. А. Байкова Российской академии наук; Настичу Владимиру Петровичу, кандидату технических наук, Парахину Владимиру Ивановичу, кандидату технических наук | за разработку научных принципов и промышленной технологии производства импортозамещающих марок и видов холоднокатаного проката электротехнической изотропной стали с высокими экологическими критериями для ротационных электрических машин с повышенной энергетической эффективностью |
| 6.    | Дядичкиной Людмиле Федоровне, кандидату сельскохозяйственных наук, заведующей отделом федерального государственного бюджетного научного учреждения Федерального научного центра «Всероссийский научно-исследовательский и технологический институт птицеводства» Российской академии наук, руководителю работы, Голдину Юрию Сергеевичу, кандидату сельскохозяйственных наук, ведущему научному сотруднику, Мелехиной Татьяне Александровне, Поздняковой Нине Сергеевне, кандидату сельскохозяйственных наук, старшим научным сотрудникам, Ройтер Лие Моисеевне, кандидату экономических наук, доценту, заведующей отделом, — работникам того же учреждения; Азизову Эльману Назифовичу, председателю совета директоров, первому заместителю генерального директора акционерного общества «Ярославский бройлер»; Аншакову Дмитрию Вадимовичу, кандидату сельскохозяйственных наук, директору федерального государственного бюджетного учреждения «[[Селекционно-генетический центр „Загорское экспериментальное племенное хозяйство“ Всероссийского научно-исследовательского и технологического института птицеводства]]»; Воронцову Анатолию Николаевичу, генеральному директору открытого акционерного общества «Головное специализированное конструкторское бюро по машинам для птицеводства г. Пятигорск»; Костевой Людмиле Юрьевне, генеральному директору открытого акционерного общества «Волжанин»; Царенко Павлу Павловичу, доктору сельскохозяйственных наук, профессору федерального государственного бюджетного образовательного учреждения высшего образования «Санкт-Петербургский государственный аграрный университет» | за комплексную систему воспроизводства сельскохозяйственной птицы на основе биологического контроля, инновационных технологий, инкубационного оборудования, обеспечивающую повышение эффективности птицеводческой отрасли |
| 7.    | Лаптеву Георгию Юрьевичу, доктору биологических наук, директору общества с ограниченной ответственностью «БИОТРОФ», руководителю работы, Большакову Владиславу Николаевичу, кандидату сельскохозяйственных наук, Никонову Илье Николаевичу, главным специалистам, Ильиной Ларисе Александровне, кандидату биологических наук, начальнику лаборатории, Новиковой Наталье Ивановне, кандидату биологических наук, первому заместителю директора, — работникам того же общества; Манукяну Вардгесу Агавардовичу, доктору сельскохозяйственных наук, главному научному сотруднику — заведующему отделом федерального государственного бюджетного научного учреждения Федерального научного центра «Всероссийский научно-исследовательский и технологический институт птицеводства» Российской академии наук; Кочишу Ивану Ивановичу, доктору сельскохозяйственных наук, профессору, академику Российской академии наук, проректору, заведующему кафедрой федерального государственного бюджетного образовательного учреждения высшего образования «Московская государственная академия ветеринарной медицины и биотехнологии — МВА имени К. И. Скрябина»; Косилову Андрею Николаевичу, генеральному директору общества с ограниченной ответственностью «Равис — птицефабрика Сосновская», Пазниковой Галине Александровне, директору по производству того же общества | за разработку современных технологий для повышения продуктивности сельскохозяйственных животных, улучшения качества животноводческой продукции, эффективной охраны экосистем с учётом регуляции микробиома |
| 8.    | Аклееву Александру Васильевичу, доктору медицинских наук, профессору, директору федерального государственного бюджетного учреждения науки «Уральский научно-практический центр радиационной медицины Федерального медико-биологического агентства», руководителю работы; Караулову Александру Викторовичу, доктору медицинских наук, профессору, академику Российской академии наук, заведующему кафедрой федерального государственного бюджетного образовательного учреждения высшего образования Первый Московский государственный медицинский университет имени И. М. Сеченова Министерства здравоохранения Российской Федерации; Кофиади Илье Андреевичу, Трофимову Дмитрию Юрьевичу, докторам биологических наук, заведующим лабораториями федерального государственного бюджетного учреждения "Государственный научный центр «Институт иммунологии» Федерального медико-биологического агентства, Манько Виктору Михайловичу, доктору биологических наук, профессору, начальнику отдела, Орадовской Иде Васильевне, доктору медицинских наук, профессору, главному научному сотруднику, Уткину Константину Васильевичу, кандидату медицинских наук, научному сотруднику, — работникам того же учреждения; Кирилловой Евгении Никитовне, кандидату медицинских наук, заведующей отделом и лабораторией федерального государственного унитарного предприятия Южно-Уральский институт биофизики Федерального медико-биологического агентства, Муксиновой Кларе Назифовне, доктору медицинских наук, профессору; Радзивил Татьяне Тимофеевне, доктору медицинских наук, начальнику отдела федерального государственного бюджетного учреждения «Сибирский федеральный научно-клинический центр Федерального медико-биологического агентства» | за создание и внедрение в практику комплекса биомедицинского оборудования и технологии для прогноза, диагностики и иммунотерапии радиационно-индуцированной патологии |
| 9.    | Акимкину Василию Геннадьевичу, доктору медицинских наук, профессору, академику Российской академии наук, заместителю директора федерального бюджетного учреждения науки «Научно-исследовательский институт дезинфектологии» Федеральной службы по надзору в сфере защиты прав потребителей и благополучия человека, руководителю работы; Володиной Елене Владимировне, заместителю генерального директора общества с ограниченной ответственностью Научно-производственная фирма «Поток Интер», Наголкину Александру Владимировичу, генеральному директору того же общества; Кузину Виктору Васильевичу, доктору медицинских наук, профессору, заместителю главного врача государственного бюджетного учреждения здравоохранения города Москвы Городская клиническая больница № 1 им. Н. И. Пирогова Департамента здравоохранения города Москвы; Дешёвой Елене Андреевне, Поддубко Светлане Викторовне, кандидатам биологических наук, ведущим научным сотрудникам федерального государственного бюджетного учреждения науки Государственный научный центр Российской Федерации — Институт медико-биологических проблем Российской академии наук; Сафатову Александру Сергеевичу, доктору технических наук, заведующему отделом федерального бюджетного учреждения науки "Государственный научный центр вирусологии и биотехнологии «Вектор»; Дмитриевой Вере Алексеевне, директору автономной некоммерческой организации "Исследовательский центр «Биоресурсы и экология»; Карпуну Николаю Александровичу, доктору медицинских наук, заместителю главного врача государственного бюджетного учреждения здравоохранения города Москвы «Городская клиническая больница № 68 Департамента здравоохранения города Москвы» | за обеспечение биологической безопасности воздуха в различных сферах жизнедеятельности человека на основе применения инновационной отечественной технологии обеззараживания методом воздействия постоянными электрическими полями («Поток») |
| 10.   | Журавлеву Виктору Николаевичу, кандидату технических наук, начальнику отдела — заместителю начальника отделения акционерного общества «Центральный научно-исследовательский институт специального машиностроения», руководителю работы, Будадину Олегу Николаевичу, доктору технических наук, начальнику отдела, Дьяченко Алексею Олеговичу, начальнику цеха, Пичугину Андрею Николаевичу, кандидату технических наук, главному инженеру, — работникам того же акционерного общества; Демьянову Владимиру Александровичу, кандидату технических наук, руководителю сервисного центра публичного акционерного общества «Силовые машины — ЗТЛ, ЛМЗ, Электросила, Энергомашэкспорт»; Васильеву Юрию Сергеевичу, доктору технических наук, профессору, академику Российской академии наук, научному руководителю федерального государственного автономного образовательного учреждения высшего образования «Санкт-Петербургский политехнический университет Петра Великого», Жарковскому Александру Аркадьевичу, доктору технических наук, доценту, профессору кафедры того же учреждения; Захарову Виктору Владимировичу, начальнику отдела — заместителю начальника отделения акционерного общества "Корпорация «Московский институт теплотехники»; Кузнецову Александру Алексеевичу, доктору химических наук, профессору, заведующему лабораторией федерального государственного бюджетного учреждения науки Институт синтетических полимерных материалов им. Н. С. Ениколопова Российской академии наук; Веселову Игорю Владимировичу, кандидату технических наук, доценту, генеральному директору общества с ограниченной ответственностью Научно-производственный коммерческий центр ВЕСКОМ | за решение экологических проблем охраны водной среды от загрязнения путем широкого внедрения бессмазочных подшипников энергетического оборудования на основе новых материалов |
| 11.   | Волкову Сергею Николаевичу, доктору технических наук, первому заместителю генерального директора акционерного общества «Научно-производственная корпорация „Космические системы мониторинга, информационно-управляющие и электромеханические комплексы“ имени А. Г. Иосифьяна», руководителю работы, Воронцову Александру Витальевичу, начальнику научно-производственного комплекса, Горбунову Александру Викторовичу, кандидату технических наук, заместителю генерального директора, Ермакову Вячеславу Арсентьевичу, начальнику отдела, главному конструктору наземных специальных комплексов, Медушеву Сергею Валентиновичу, начальнику отдела, главному конструктору по системе ориентации солнечных батарей и электроприводам, Чуркину Александру Львовичу, кандидату технических наук, главному конструктору космических систем и комплексов, — работникам того же акционерного общества; Форшу Анатолию Анатольевичу, кандидату физико-математических наук, ведущему научному сотруднику федерального государственного бюджетного учреждения науки Институт космических исследований Российской академии наук; Милехину Олегу Евгеньевичу, кандидату физико-математических наук, заместителю директора федерального государственного бюджетного учреждения «Научно-исследовательский центр космической гидрометеорологии „Планета“; Гектину Юрию Михайловичу, кандидату технических наук, заместителю начальника отделения акционерного общества „Российская корпорация ракетно-космического приборостроения и информационных систем“, Ежову Сергею Анатольевичу, доктору технических наук, профессору, заместителю генерального директора — генеральному конструктору по бортовой аппаратуре и наземным комплексам управления того же акционерного общества | за многофункциональный космический комплекс глобального оперативного гидрометеорологического м мониторинга нового поколения „Метеор-ЗМ“ |
| 12.   | Вилкову Юрию Вячеславовичу, заместителю генерального директора — заместителю генерального конструктора акционерного общества „Информационные спутниковые системы“ имени академика М. Ф. Решетнёва]]», руководителю работы, Капустину Александру Николаевичу, Колесникову Анатолию Петровичу, Ушакову Александру Ревовичу, начальникам отделов, Роскину Сергею Михайловичу, ведущему менеджеру проекта, — работникам того же акционерного общества; Адамову Андрею Анатольевичу, кандидату экономических наук, генеральному директору закрытого акционерного общества Научно-Технический Центр «Модуль»; Бродскому Игорю Эмильевичу, руководителю Научно-технического центра «Бортовые и наземные радиотехнические комплексы» публичного акционерного общества «Ракетно-космическая корпорация „Энергия“ имени С. П. Королёва»; Еремееву Геннадию Карповичу, генеральному директору акционерного общества «Сибирские приборы и системы»; Лихоносову Сергею Дмитриевичу, кандидату химических наук, генеральному директору, главному конструктору публичного акционерного общества «Сатурн»; Усикову Сергею Борисовичу, заместителю начальника центра управления полетами федерального государственного унитарного предприятия «Центральный научно-исследовательский институт машиностроения» | за создание многофункциональных геостационарных космических аппаратов — ретрансляторов «Луч-5» и наземного комплекса управления для обеспечения в реальном масштабе времени передачи информации объектов ракетно-космической техники и информационных систем |
| 13.   | Полякову Виктору Борисовичу, кандидату технических наук, генеральному директору общества с ограниченной ответственностью «ОАК — Центр комплексирования», руководителю работы; Баранову Александру Сергеевичу, первому заместителю директора — директору проектов ИУС публичного акционерного общества "Авиационная холдинговая компания «Сухой», Грибову Дмитрию Игоревичу, директору — главному конструктору ИУС, Гусеву Сергею Владимировичу, первому заместителю начальника Научно-технического центра информационно-управляющих систем филиала того же акционерного общества, Демину Игорю Михайловичу, директору программы — главному конструктору, Максакову Константину Павловичу, заместителю главного конструктора по КБО — заместителю директора программы по КБО, — работникам того же акционерного общества; Гущеварову Михаилу Юрьевичу, заместителю генерального конструктора акционерного общества «Раменское приборостроительное конструкторское бюро»; Кузнецовой Татьяне Петровне, кандидату технических наук, заместителю начальника подразделения федерального государственного унитарного предприятия «Государственный научно-исследовательский институт авиационных систем»; Клещеву Владимиру Васильевичу, начальнику отделения акционерного общества «Научно-исследовательский институт приборостроения имени В. В. Тихомирова»; Шабанову Олегу Алексеевичу, начальнику отдела — старшему инженеру — испытателю федерального казенного учреждения «Войсковая часть 15650» | за высокоинтегрированную интеллектуальную бортовую систему обеспечения многофункционального применения боевого сверхманевренного самолёта. |